# Czarnogóra na World Games 2017
Czarnogóra na World Games 2017 reprezentowana była przez sześcioro zawodników: czterech mężczyzn i dwie kobiety. Reprezentacja zdobyła jeden medal.

## Reprezentanci

### Mężczyźni
| Zawodnik         | Dyscyplina | Konkurencja | Rezultat     |
| ---------------- | ---------- | ----------- | ------------ |
| Vuk Dragutinović | Jujitsu    | duety       | 4. miejsce   |
| Miloš Kovačević  | Jujitsu    | do 69 kg    | faza grupowa |
| Dejan Vukčević   | Jujitsu    | do 94 kg    |              |
| Stefan Vukotić   | Jujitsu    | duety       | 4. miejsce   |

### Kobiety
| Zawodniczka        | Dyscyplina | Konkurencja     | Rezultat                                     |
| ------------------ | ---------- | --------------- | -------------------------------------------- |
| Mirjana Martinović | Jujitsu    | do 62 kg        | Ostatecznie nie wzięła udziału w rywalizacji |
| Marina Raković     | Karate     | Kumite do 68 kg | 6. miejsce                                   |